# Dursun Karataş
Dursun Karataş (* 25. März 1952 im Dorf Cevizdere (Kürdemlik) in Elazığ; † 11. August 2008 in Amsterdam) war der Gründer und Führer der Revolutionären Volksbefreiungspartei-Front (kurz DHKP-C) in der Türkei.

## Frühe Aktivitäten
Karataş war seit seiner Immatrikulation 1970 an der Technischen Universität Istanbul ein Sympathisant von revolutionären Gedanken und Gruppen. In dieser Zeit wurde er vor allem von der THKP-C beeinflusst, die von Mahir Çayan geführt wurde. Erstmals 1972 war er in Aktivitäten der Devrimci Gençlik (der Jugendorganisation der THKP-C) verwickelt.
Karataş wurde 1974 in Elazığ für kurze Zeit inhaftiert, weil er aus Protest gegen die türkische Invasion auf Zypern mit Niyazi Aydın, der später Mitglied des Zentralkomitees der Devrimci Sol wurde, 'Befreit Zypern'-Slogans an Wände gemalt hatte.
Er war 1974 einer der Gründer der IYOKD, einer Studentenorganisation zur Bewahrung der Kultur. Ab 1975 war er eine Leitfigur unter den revolutionären Studenten Istanbuls.
1977 wurde Devrimci Yol (DEV-YOL) von Anhängern der Devrimci Gençlik (DEV-GENÇ) gegründet und Karataş wurde der Leiter der Organisation in Istanbul. 1978 gründete er noch Devrimci Sol (DEV-SOL) als Splittergruppe der Devrimci Yol.

## Karataş' Gefängniszeit
Karataş wurde 1980 von den türkischen Behörden festgenommen und zu einer lebenslangen Freiheitsstrafe verurteilt. Er schrieb im Gefängnis sein Buch Haklıyız Kazanacağız (Wir sind im Recht und werden siegen). Es gelang ihm jedoch, am 25. Oktober 1989 auszubrechen und unterzutauchen. Die Organisation wurde dann zur atılım (Vorstoß) angesetzt. Es wurden zahlreiche Anschläge durchgeführt. Die Befehle kamen von Dursun Karataş. Dabei starben insgesamt 75 Polizisten, zwölf Armeeangehörige, vier Geheimdienstmitarbeiter, drei Amerikaner, zwei Staatsanwälte und 35 Zivilisten; 136 Menschen wurden verletzt.
Am 12. Juli 1991 wurden Niyazi Aydın, İbrahim Erdoğan und weitere hohe Funktionäre erschossen. Am 17. April 1992 wurde seine Frau Sabahat (genannt Sabo) nach einem Feuergefecht mit der Polizei erschossen. Am 13. September 1992 wurde er von der parteiinternen Gruppe Bedri Yağan, İbrahim Bingöl und Aslan Şener Yıldırım – genannt Darbeciler (Putschisten) – in seinem Haus überwältigt und festgehalten. Diese Gruppe wurde von Bedri Yağan angeführt. Nach drei bis vier Monaten gelang ihm die Flucht. Er rief dann aus einer Telefonzelle die anderen Funktionäre Aslan Tayfun Özkök, Faruk Ereren und die Frau von Niyazi Aydın, Gürcan, in Deutschland und der Türkei an und berichtete, was vorgefallen war. Später wurden die Mitglieder von Yağans Gruppe und Bedri Yağan selbst aus der Organisation ausgeschlossen. Diese formierten sich später zur THKP-C Devrimci Sol und waren der Hauptorganisation Devrimci Sol (DHKP-C) gegenüber feindlich eingestellt.

## Bildung der DHKP-C
Am 30. März 1994 gründete die Devrimci Sol, angeführt von Karataş, die DHKP-C. Er wurde hierbei auch zum Generalsekretär der DHKP-C gewählt.
Am 9. September 1994 wurde Karataş wieder festgenommen, diesmal in Frankreich, weil er versuchte mit gefälschtem Pass einzureisen. Trotz der türkischen Auslieferungsanträge wurde Karataş wegen Beteiligung an Angriffen auf französische Bürger im Golfkrieg 1991 verurteilt. Wegen des massiven internationalen Drucks wurde er jedoch am 26. Januar 1995 auf Bewährung wieder freigelassen. Dies bedeutete, dass er sich bei der Polizei melden musste und nur eingeschränkte Freiheitsrechte genoss. Dieser „Beobachtung“ entfloh er, was eine erhebliche Verschlechterung der Beziehungen zwischen der Regierung Çiller und Frankreich zur Folge hatte.
Der französische Geheimdienst behauptete, dass Karataş von einer unbekannten Frau Hilfe empfing. Obwohl ihm befohlen wurde, Frankreich nicht zu verlassen, ist es wahrscheinlich, dass er aus dem Land geflohen und seitdem auf der Flucht war.
Im Februar 2006 überführte ein belgisches Gericht einige DHKP-C Mitglieder wegen Terror-Verbrechen und verurteilte sie zu Haftstrafen zwischen vier und sechs Jahren. Karataş war einer der Angeklagten und wurde in Abwesenheit zu fünf Jahren Haft verurteilt.
Obwohl er auf der Flucht war, wurde vermutet, dass er immer noch eine Führungsrolle in der DHKP-C einnahm. Am 11. August gegen 5 Uhr starb er in Amsterdam. Er litt seit zehn Jahren an Krebs. Bis zu seinem Tod hielt er sich im Dreiländereck Deutschland-Niederlande-Belgien auf.